# 록사나 스카를라트
록사나 마리아나 스카를라트브를러데아누(루마니아어: Roxana Mariana Scarlat-Bârlădeanu, 1975년 1월 3일~)는 루마니아의 펜싱 선수, 체육행정인으로 주 종목은 플뢰레이다. 1996년 하계 올림픽 여자 플뢰레 단체전에서 은메달을 획득했으며  세계 선수권 대회에서 은메달 4개, 동메달 4개, 유럽 선수권 대회에서 은메달 2개, 동메달 2개를 획득했다.